# Larga (Manga)
Pour les articles homonymes, voir Larga.
Larga est une commune rurale située dans le département de Manga de la province du Zoundwéogo dans la région Centre-Sud au Burkina Faso.

## Géographie
Larga est situé à 5 km à l'ouest de Manga et de la route nationale 29.

## Santé et éducation
Les centres de soins le plus proche de Larga sont le centre de santé et de promotion sociale (CSPS) et le centre médical avec antenne chirurgicale (CMA) de Manga.